# Olympische Winterspiele 1956/Ski Alpin
Bei den VII. Olympischen Spielen 1956 in Cortina d’Ampezzo fanden sechs Wettbewerbe im Alpinen Skisport statt. Austragungsort sämtlicher Rennen war die Tofana, mit Ausnahme des Herren-Riesenslaloms am Monte Faloria. Die drei Erstplatzierten in der Abfahrt, im Riesenslalom und im Slalom erhielten nebst den Olympiamedaillen auch Weltmeisterschaftsmedaillen, da diese Wettbewerbe auch als 14. Alpine Skiweltmeisterschaften zählten. In der Kombination wurden nur WM-Medaillen verliehen.

## Olympische Bilanz

### Medaillenspiegel
| Platz | Land        | Gold | Silber | Bronze | Gesamt |
| ----- | ----------- | ---- | ------ | ------ | ------ |
| 1     | Österreich  | 3    | 3      | 3      | 9      |
| 2     | Schweiz     | 2    | 2      | –      | 4      |
| 3     | Deutschland | 1    | –      | –      | 1      |
| 4     | Japan       | –    | 1      | –      | 1      |
| 5     | Kanada      | –    | –      | 1      | 1      |
| 5     | Schweden    | –    | –      | 1      | 1      |
| 5     | Sowjetunion | –    | –      | 1      | 1      |

### Medaillengewinner
| Konkurrenz   | Gold        | Silber           | Bronze           |
| ------------ | ----------- | ---------------- | ---------------- |
| Abfahrt      | Toni Sailer | Raymond Fellay   | Andreas Molterer |
| Riesenslalom | Toni Sailer | Andreas Molterer | Walter Schuster  |
| Slalom       | Toni Sailer | Chiharu Igaya    | Stig Sollander   |

| Konkurrenz   | Gold              | Silber        | Bronze               |
| ------------ | ----------------- | ------------- | -------------------- |
| Abfahrt      | Madeleine Berthod | Frieda Dänzer | Lucille Wheeler      |
| Riesenslalom | Ossi Reichert     | Josefa Frandl | Dorothea Hochleitner |
| Slalom       | Renée Colliard    | Regina Schöpf | Jewgenija Sidorowa   |

## Ergebnisse Männer

### Abfahrt
| Platz | Land | Sportler         | Zeit (min) |
| ----- | ---- | ---------------- | ---------- |
| 1     | AUT  | Toni Sailer      | 2:52,2     |
| 2     | SUI  | Raymond Fellay   | 2:55,7     |
| 3     | AUT  | Andreas Molterer | 2:56,2     |
| 4     | SUI  | Roger Staub      | 2:57,1     |
| 5     | EUA  | Hanspeter Lanig  | 2:59,8     |
| 6     | ITA  | Gino Burrini     | 3:00,2     |
| 7     | TCH  | Kurt Hennrich    | 3:01,5     |
| 8     | FRA  | Charles Bozon    | 3:01,9     |
| 9     | ITA  | Bruno Burrini    | 3:02,4     |
| 10    | SWE  | Stig Sollander   | 3:05,4     |
|       |      |                  |            |
| 12    | EUA  | Sepp Behr        | 3:07,7     |
| 13    | SUI  | Hans Forrer      | 3:08,0     |
| 19    | EUA  | Karl Zillibiller | 3:21,6     |
| 20    | EUA  | Josef Schwaiger  | 3:22,2     |
| 26    | LIC  | Franz Beck       | 3:36,8     |
| 40    | LIC  | Leopold Schädler | 4:23,7     |

Datum: 3. Februar, 11:00 Uhr

Piste: „Olimpia Tofana“

Start: 2282 m, Ziel: 1380 m

Höhendifferenz: 902 m, Streckenlänge: 3461 m

Tore: 15
75 Teilnehmer, davon 47 in der Wertung. Ausgeschieden u. a.: Adrien Duvillard (FRA), Chiharu Igaya (JPN), Walter Schuster (AUT), Josef Rieder (AUT).

### Riesenslalom
| Platz | Land | Sportler          | Zeit (min) |
| ----- | ---- | ----------------- | ---------- |
| 1     | AUT  | Toni Sailer       | 3:00,1     |
| 2     | AUT  | Andreas Molterer  | 3:06,3     |
| 3     | AUT  | Walter Schuster   | 3:07,2     |
| 4     | FRA  | Adrien Duvillard  | 3:07,9     |
| 5     | FRA  | Charles Bozon     | 3:08,4     |
| 6     | AUT  | Ernst Hinterseer  | 3:08,5     |
| 7     | EUA  | Hanspeter Lanig   | 3:08,6     |
| 8     | EUA  | Sepp Behr         | 3:11,4     |
| 9     | FRA  | François Bonlieu  | 3:11,8     |
| 10    | ITA  | Gino Burrini      | 3:12,3     |
|       |      |                   |            |
| 17    | SUI  | Georges Schneider | 3:17,3     |
| 18    | SUI  | Roland Bläsi      | 3:17,3     |
| 19    | SUI  | Martin Julen      | 3:18,2     |
| 26    | EUA  | Josef Schwaiger   | 3:23,5     |
| 27    | SUI  | Raymond Fellay    | 3:23,9     |
| 59    | LIC  | Franz Beck        | 3:52,6     |
| 67    | LIC  | Leopold Schädler  | 4:03,5     |
| 70    | LIC  | Theodor Sele      | 4:09,5     |
| 73    | LIC  | Ewald Eberle      | 4:11,6     |

Datum: 29. Januar, 10:30 Uhr

Piste: „Ilio Colli – Monte Faloria“

Start: 2336 m, Ziel: 1713 m

Höhendifferenz: 623 m, Streckenlänge: 2660 m

Tore: 71
95 Teilnehmer, davon 87 in der Wertung. Ausgeschieden u. a.: Guttorm Berge (NOR).
Erstmals gelang es einer Nation, in einem olympischen Alpinbewerb das gesamte Podium zu belegen, was bisher erst wieder 1994 (Herren-Kombination), 1998 (Damen-Kombination) und 2006 (Herren-Slalom) wiederholt werden konnte.

### Slalom
| Platz | Land | Sportler            | Zeit (min) |
| ----- | ---- | ------------------- | ---------- |
| 1     | AUT  | Toni Sailer         | 3:14,7     |
| 2     | GIA  | Chiharu Igaya       | 3:18,7     |
| 3     | SWE  | Stig Sollander      | 3:20,2     |
| 4     | USA  | Brooks Dodge        | 3:21,8     |
| 5     | SUI  | Georges Schneider   | 3:22,6     |
| 6     | FRA  | Gérard Pasquier     | 3:24,6     |
| 7     | FRA  | Charles Bozon       | 3:26,2     |
| 8     | FRA  | Bernard Perret      | 3:26,3     |
| 9     | EUA  | Benedikt Obermüller | 3:27,5     |
| 10    | SUI  | René Rey            | 3:27,7     |
| 11    | SUI  | Raymond Fellay      | 3:32,1     |
| 12    | AUT  | Othmar Schneider    | 3:35,8     |
|       |      |                     |            |
| 25    | EUA  | Karl Zillibiller    | 4:00,2     |
| 34    | EUA  | Rochus Wagner       | 4:17,4     |
| 35    | LIC  | Franz Beck          | 4:17,8     |
| 45    | LIC  | Theodor Sele        | 4:47,8     |
| 49    | LIC  | Ewald Eberle        | 5:01,8     |
| 53    | LIC  | Leopold Schädler    | 5:09,9     |

Datum: 31. Januar, 10:30 Uhr

Piste: „Col Drusciè“

Start: 1748 m, Ziel: 1497 m

Höhendifferenz: 251 m, Streckenlänge: 617 m

Tore: 79 (1. Lauf), 92 (2. Lauf)
89 Teilnehmer, davon 57 in der Wertung. Ausgeschieden u. a.: Sepp Behr (EUA), Guttorm Berge (NOR), Andreas Molterer (AUT), Josef Rieder (AUT), Wallace Werner (USA).
Dieser Slalom warf offensichtlich die meisten Fragwürdigkeiten der alpinen Skirennen auf: zum einen gab es eine Neuschneeauflage, die nicht hielt und auch noch schlechte Sicht (der obere Streckenteil lag im Nebel), zum anderen hatten beide Kurssetzer (Dr. Otto Menardi und Prof. Fred. Rösner) eine Rekordzahl an Toren gesteckt. Es hatte in diesem über vier Stunden dauernden Bewerb (alleine zwischen dem ersten und zweiten Lauf waren 3½ Stunden gelegen) äußerst viele Stürze gegeben, die Zuschauer waren schon froh, wenn sie wieder einen Läufer ins Ziel kommen sahen. Mit Toni Sailer gewann aber trotzdem der Beste. Der Schweizer Georges Schneider fuhr beinahe den gesamten zweiten Durchgang mit einer gebrochenen Skispitze. Adrien Duvillard, nach dem ersten Durchgang mit zwei Zehntelsekunden Rückstand nur knapp hinter Sailer, hatte alles riskiert – und durch einen Sturz verloren. Die größte Rangverbesserung gelang Igaya: mit 90,2 s auf dem 6. Platz klassiert, eroberte der Japaner die Silbermedaille. Aber es gab nach dem Rennen noch viele Meldungen, wonach praktisch alle Medaillengewinner wegen Torfehler disqualifiziert worden sind. Erst um 20 Uhr war das Resultat, wie es ohnehin schon nach Rennschluss bekannt gewesen war, offiziell bestätigt worden. Sieger Toni Sailer hatte die Start-Nr. 15, man sieht ihn aber auf den Siegerfotos mit der Nr. 135; es war dies eine Ersatz-Startnummer, denn die Originalnummer hatte aber nicht nur er, sondern alle der zum zweiten Lauf antretenden ÖSV-Läufer im Hotel vergessen.

## Ergebnisse Frauen

### Abfahrt
| Platz | Land | Sportlerin              | Zeit (min) |
| ----- | ---- | ----------------------- | ---------- |
| 1     | SUI  | Madeleine Berthod       | 1:40,7     |
| 2     | SUI  | Frieda Dänzer           | 1:45,4     |
| 3     | CAN  | Lucille Wheeler         | 1:45,9     |
| 4     | ITA  | Giuliana Chenal Minuzzo | 1:47,3     |
| 4     | AUT  | Hilde Hofherr           | 1:47,3     |
| 6     | ITA  | Carla Marchelli         | 1:47,7     |
| 7     | AUT  | Dorothea Hochleitner    | 1:47,9     |
| 8     | FRA  | Josette Nevière         | 1:49,2     |
| 9     | NOR  | Borghild Niskin         | 1:49,5     |
| 10    | USA  | Gladys Werner           | 1:49,6     |
|       |      |                         |            |
| 12    | AUT  | Trude Klecker           | 1:50,6     |
| 13    | AUT  | Josefa Frandl           | 1:51,0     |
| 15    | SUI  | Rosmarie Reichenbach    | 1:51,6     |
| 20    | EUA  | Ossi Reichert           | 1:52,3     |
| 25    | SUI  | Hedy Beeler             | 1:54,0     |
| 29    | EUA  | Hannelore Glaser-Franke | 1:54,7     |
| 32    | EUA  | Sonja Sperl             | 1:57,8     |

Datum: 1. Februar, 11:30 Uhr

Piste: „Canalone Tofana“

Start: 2114 m, Ziel: 1612 m

Höhendifferenz: 502 m, Streckenlänge: 1552 m

Tore: 20
47 Teilnehmerinnen, davon 44 in der Wertung. Ausgeschieden u. a.: Annemarie Buchner (EUA).

### Riesenslalom
| Platz | Land | Sportlerin              | Zeit (min) |
| ----- | ---- | ----------------------- | ---------- |
| 1     | EUA  | Ossi Reichert           | 1:56,5     |
| 2     | AUT  | Josefa Frandl           | 1:57,8     |
| 3     | AUT  | Dorothea Hochleitner    | 1:58,2     |
| 4     | USA  | Andrea Mead-Lawrence    | 1:58,3     |
| 4     | SUI  | Madeleine Berthod       | 1:58,3     |
| 6     | CAN  | Lucille Wheeler         | 1:58,6     |
| 7     | NOR  | Borghild Niskin         | 1:59,0     |
| 8     | FRA  | Marysette Agnel         | 1:59,4     |
| 9     | AUT  | Regina Schöpf           | 2:00,6     |
| 10    | FRA  | Josette Nevière         | 2:00,8     |
| 11    | SUI  | Frieda Dänzer           | 2:00,9     |
| 12    | EUA  | Marianne Seltsam        | 2:01,4     |
|       |      |                         |            |
| 14    | SUI  | Annemarie Waser         | 2:02,3     |
| 19    | EUA  | Hannelore Glaser-Franke | 2:02,7     |
| 27    | EUA  | Annemarie Buchner       | 2:05,0     |
| 33    | AUT  | Trude Klecker           | 2:08,5     |

Datum: 27. Januar, 11:00 Uhr

Piste: „Canalone Tofana“

Start: 2012 m, Ziel: 1612 m

Höhendifferenz: 408 m, Streckenlänge: 1366 m

Tore: 46
49 Teilnehmer, davon 44 in der Wertung. Ausgeschieden u. a.: Betsy Snite (USA).
Wegen der schlechten Schneeverhältnisse gab es eine Verlegung der Strecke vom Monte Faloria auf die Abfahrtsstrecke der Tofana.

### Slalom
| Platz | Land | Sportlerin              | Zeit (min) |
| ----- | ---- | ----------------------- | ---------- |
| 1     | SUI  | Renée Colliard          | 1:52,3     |
| 2     | AUT  | Regina Schöpf           | 1:55,4     |
| 3     | URS  | Jewgenija Sidorowa      | 1:56,7     |
| 4     | ITA  | Giuliana Chenal Minuzzo | 1:56,8     |
| 5     | AUT  | Josefa Frandl           | 1:57,9     |
| 6     | NOR  | Inger Bjørnbakken       | 1:58,0     |
| 6     | NOR  | Astrid Sandvik          | 1:58,0     |
| 8     | FRA  | Josette Nevière         | 1:58,3     |
| 9     | FRA  | Marysette Agnel         | 1:58,8     |
| 10    | SUI  | Frieda Dänzer           | 1:58,9     |
|       |      |                         |            |
| 12    | AUT  | Dorothea Hochleitner    | 2:01,0     |
| 14    | EUA  | Hannelore Glaser-Franke | 2:04,7     |
| 15    | SUI  | Hedy Beeler             | 2:05,1     |
| 17    | SUI  | Madeleine Berthod       | 2:08,3     |
| 21    | EUA  | Annemarie Buchner       | 2:18,5     |
| 24    | AUT  | Hilde Hofherr           | 2:23,5     |

Datum: 30. Januar, 11:00 Uhr

Piste: „Col Drusciè“

Start: 1673 m, Ziel: 1498 m

Höhendifferenz: 175 m, Streckenlänge: 456 m

Tore: 41 (1. Lauf), 45 (2. Lauf – Kurssetzer Hermann Nogler)
48 Teilnehmer, davon 35 in der Wertung. Ausgeschieden u. a.: Ossi Reichert (EUA), Lucille Wheeler (CAN).
Siegerin Colliard hatte bereits mit Startnummer 1 eine Zeit vorgelegt, an die keine der Konkurrentinnen herankam.

## Weltmeisterschaften

### Kombination (Männer)
| Platz | Land | Sportler       | Punkte |
| ----- | ---- | -------------- | ------ |
| 1     | AUT  | Toni Sailer    | 00,00  |
| 2     | FRA  | Charles Bozon  | 12,65  |
| 3     | SWE  | Stig Sollander | 16,92  |
| 4     | SUI  | Raymond Fellay | 18,39  |
| 5     | NOR  | Asle Sjåstad   | 27,25  |
| 6     | ITA  | Bruno Burrini  | 30,43  |

Für den Kombinationsbewerb wurden keine Olympiamedaillen vergeben, sondern nur WM-Medaillen. Die Positionen wurden nach einem Punktesystem aus den Ergebnissen der Abfahrt, des Riesenslaloms und des Slaloms ermittelt.

### Kombination (Frauen)
| Platz | Land | Sportlerin              | Punkte |
| ----- | ---- | ----------------------- | ------ |
| 1     | SUI  | Madeleine Berthod       | 09,85  |
| 2     | SUI  | Frieda Dänzer           | 11,19  |
| 3     | ITA  | Giuliana Chenal Minuzzo | 12,31  |
| 4     | AUT  | Dorothea Hochleitner    | 12,79  |
| 5     | NOR  | Borghild Niskin         | 13,80  |
| 5     | AUT  | Josefa Frandl           | 13,80  |

Für den Kombinationsbewerb wurden keine Olympiamedaillen vergeben, sondern nur WM-Medaillen. Die Positionen wurden nach einem Punktesystem aus den Ergebnissen der Abfahrt, des Riesenslaloms und des Slaloms ermittelt.